# Igor Iourguens
 (avril 2023).
Igor Iourévitch Iourguens, né le 6 novembre 1952 à Moscou, est une personnalité russe du monde des affaires.
Il est le premier vice-président et directeur du département des relations avec les organes d’État de la société d’investissement Renaissance Capital (RenCap), et président du Conseil des directeurs de la banque Renaissance Capital. Il est également président d’un institut de recherche et centre de réflexion, l’INSOR (Institut du développement contemporain) et vice-président du RSPP, le syndicat patronal russe. Élu depuis 2008 à la Chambre sociale de la fédération de Russie, il fait également partie du groupe SIGMA, qui rassemble des experts russe en politiques publiques et réforme de l’État. Depuis 2009, il siège au sein du Conseil consultatif auprès du président de la fédération de Russie pour les droits de l’homme et le développement de la société civiles. Titulaire d’un diplôme de sciences économiques, M. Iourguens enseigne à l’université d’État - collège d’Économie à Moscou.
Particulièrement actif dans les débats ayant trait à la modernisation de la Russie, M. Iourguens défend des idées libérales : il a critiqué l’excessive concentration du pouvoir exécutif en Russie, dénoncé les archaïsmes économiques du pays, et plaide en politique extérieure pour un rapprochement de la Russie avec l’OTAN. Il est perçu comme étant proche du président Medvedev.

## Biographie
M. Iourguens a terminé ses études à la faculté d’économie de l’université de Moscou en 1974, et a obtenu le grade de « candidat en sciences économiques » (diplôme de troisième cycle) en 1999.
- 1974–1980 : conseiller auprès du Conseil central des syndicats professionnels de l’URSS;
- 1980–1985 : chargé de mission auprès de la direction des relations internationales de l’Unesco ;
- 1985–1991 : consultant, adjoint au directeur, directeur du département des relations internationales du Conseil central des syndicats professionnels de l’URSS ;
- 1991–1997 : adjoint, puis premier adjoint au président de la Confédération générale des syndicats, qui réunissait les syndicats de travailleurs des pays de la CEI ;
- 1996–1997 : président du Conseil des directeurs de la compagnie d’assurance Mesco ;
- 1998–2002: président de l’Union russe des assureurs ;
- depuis 2001 : vice-président et secrétaire exécutif de l’Union russe des industriels et des entrepreneurs (RSSP), l’organisation nationale du patronat russe ;
- depuis janvier 2005 : premier vice-président et directeur du département des relations avec les organes d’État de la société d’investissement Renaissance Capital ;
- depuis 2008 : président de l’INSOR (Institut du développement contemporain), think-tank spécialisé dans le conseil en politiques publiques, dont le président du conseil de tutelle est le président russe Dimitri Medvedev.

M. Iourguensest également adhérent de plusieurs autres organisations ou associations, et siège au conseil de surveillance des filiales russes des compagnies Nestlé, Hewlett Packard et British Petroleum.